# Enantia melite
Enantia melite är en fjärilsart som först beskrevs av Carl von Linné 1763.  Enantia melite ingår i släktet Enantia och familjen vitfjärilar. Inga underarter finns listade i Catalogue of Life.

## Bildgalleri

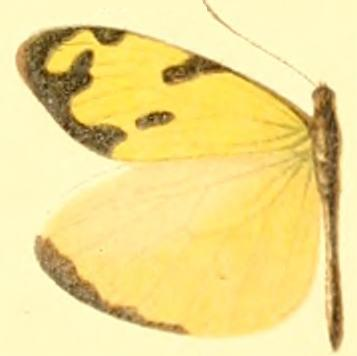
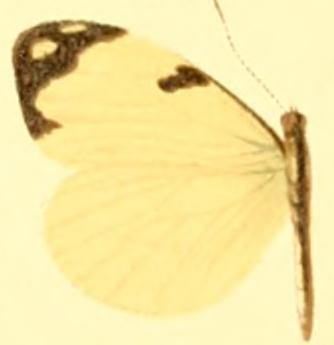
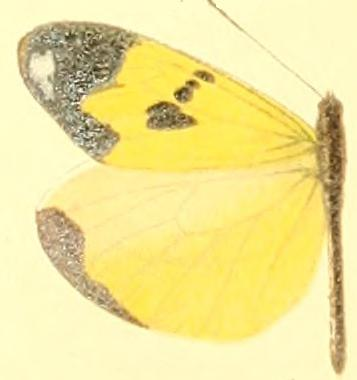